# 徐冠華
徐 冠華（じょ かんか、1941年12月16日 - ）は、中華人民共和国の官僚、政治家、科学者。上海市出身。元中華人民共和国科学技術部部長、第11回全国政治協商教育科学文化衛生委員会主任。中国科学院院士、第三世界科学院院士、スウェーデン王立工程科学院外籍院士、国際宇航科学院院士。

## 経歴
1941年12月16日、上海で生まれる。1963年に北京林業大学を卒業後、同年、中国林業科学院に入局。1971年には、西安地質学院（現在の長安大学）にて機械系の講師に転任した。1979年からスウェーデンのストックホルム大学に留学し、リモートセンシングデジタル画像処理学を学ぶ。1984年9月に中国共産党入党。1993年2月、中国科学院遥感応研究所所長に就任。1994年8月、中国科学院副院長に昇格。1995年、国家科学技術委員会（現在の中華人民共和国科学技術部）副主任、党組成員、党組副書記に転任。2001年2月、中華人民共和国科学技術部部長に昇格。2008年3月、第11回全国政治協商教育科学文化衛生委員会主任に任命。2010年、香港中文大学名誉博士の称号を与えられる。

## 栄典
- 1992年1月、中国科学院地学部院士
- 2001年、第三世界科学院院士
- 2003年10月、スウェーデン王立工程科学院外籍院士
- 2005年10月、国際宇航科学院院士